# Diodia barbata
Diodia barbata är en måreväxtart som först beskrevs av Jean Louis Marie Poiret, och fick sitt nu gällande namn av Dc.. Diodia barbata ingår i släktet Diodia och familjen måreväxter. Inga underarter finns listade i Catalogue of Life.